# Nahr el-Kalb
Nahr el-Kalb ou Fleuve Lycus (nom dans l'Antiquité) , (en arabe (ar) نهر الكلب ou « Fleuve du Chien ») est un fleuve côtier du Liban. Il se jette dans la Méditerranée au Nord-Est de Beyrouth. Il n'est pas navigable.[réf. nécessaire]

## Géographie
Le fleuve prend naissance à une faible altitude d'une source issue de la Grotte de Jeita, et reçoit l'apport saisonnier de torrents nés en amont dans le Mont-Liban. Le fleuve est quasiment sec en été.

## Sites archéologiques
L'ensemble du site de la vallée du Nahr el-Kelb avec les sites archéologiques qu'elle recèle est classé sur la liste indicative du patrimoine mondial de l'UNESCO. 
Le site archéologique situé à l'embouchure du fleuve est connu pour les nombreuses stèles qu'on y retrouve. Ces stèles dépeignent l’histoire du Liban depuis le XIVe siècle av. J.-C. jusqu’à nos jours, à travers les inscriptions laissées par la succession d’armées pharaoniques et assyro-babyloniennes puis plus tard des armées grecques, romaines, arabes, françaises et anglaises. Elles font partie de la liste Mémoire du monde de l'UNESCO[réf. nécessaire].
Plus en amont, sur les contreforts du mont Sannine, à une altitude de 1500 m, se trouve le site de Qalaat Faqra qui comporte des vestiges de temples et d'autels romains ainsi que d'une basilique protobyzantine.